# Idris (язык программирования)
Idris — чистый тотальный функциональный язык программирования общего назначения с Haskell-подобным синтаксисом и поддержкой зависимых типов. Система типов подобна системе типов языка Agda.
Язык поддерживает средства автоматического доказательства, сравнимые с Coq, включая поддержку тактик, однако фокусируется не на них, а позиционируется как язык программирования общего назначения. Цели его создания: «достаточная» производительность, простота управления побочными эффектами и средства реализации встраиваемых предметно-ориентированных языков.
Реализован на Haskell, доступен в виде Hackage-пакета. Исходный код на Idris компилируется в набор промежуточных представлений, а из них — в си-код, при исполнении которого используется копирующий сборщик мусора с применением алгоритма Чейни. Также официально реализована возможность компиляции в код на JavaScript (в том числе для Node.js). Существуют сторонние реализации кодогенераторов для Java, JVM, CIL, Erlang, PHP и (с ограничением) LLVM.
Язык назван в честь поющего дракона Идриса из британской детской телепередачи 1970 года «Паровозик Айвор».
Язык сочетает особенности основных популярных языков функционального программирования с возможностями, заимствованными из систем автоматического доказательства, фактически размывая границу между этими двумя классами языков.
Вторая версия языка (выпущенная в 2020 году, основанная на «количественной теории типов») существенно отличается от первой: добавлена полноценная поддержка линейных типов, код компилируется по умолчанию в Scheme, компилятор языка написан на самом языке.

## Функциональное программирование
Синтаксис языка (как и у Agda) близок к синтаксису языка Haskell. Программа Hello, world! на Idris выглядит следующим образом:
```
module
 
Main

main
 
:
 
IO
 
()

main
 
=
 
putStrLn
 
"Hello, World!"

```

Различия между этой программой и её Haskell-эквивалентом: одинарное (вместо двойного) двоеточие в сигнатуре функции main и отсутствие слова «where» в объявлении модуля.
Как и большинство современных функциональных языков программирования, язык поддерживает рекурсивные (определяемые по индукции) типы данных и параметрический полиморфизм. Такие типы могут быть определены как в традиционном синтаксисе «Haskell98»:
```
data
 
Tree
 
a
 
=
 
Node
 
(
Tree
 
a
)
 
(
Tree
 
a
)
 
|
 
Leaf
 
a

```

так и в более общем GADT-синтаксисе:
```
data
 
Tree
 
:
 
Type
 
->
 
Type
 
where

    
Node
 
:
 
Tree
 
a
 
->
 
Tree
 
a
 
->
 
Tree
 
a

    
Leaf
 
:
 
a
 
->
 
Tree
 
a

```

Посредством зависимых типов можно на этапе проверки типов производить вычисления с участием значений, которыми параметризуются типы. Следующий код определяет список со статически заданной длиной, традиционно называемый вектором:
```
data
 
Vect
 
:
 
Nat
 
->
 
Type
 
->
 
Type
 
where

  
Nil
  
:
 
Vect
 
0
 
a

  
(::)
 
:
 
(
x
 
:
 
a
)
 
->
 
(
xs
 
:
 
Vect
 
n
 
a
)
 
->
 
Vect
 
(
n
 
+
 
1
)
 
a

```

Этот тип можно использовать следующим образом:
```
total

append
 
:
 
Vect
 
n
 
a
 
->
 
Vect
 
m
 
a
 
->
 
Vect
 
(
n
 
+
 
m
)
 
a
append
 
Nil
       
ys
 
=
 
ys
append
 
(
x
 
::
 
xs
)
 
ys
 
=
 
x
 
::
 
append
 
xs
 
ys

```

Функция дописывает вектор из m элементов типа a к вектору из n элементов типа a. Поскольку точный тип входящих векторов зависит от значений, определённо известных во время компиляции, результирующий вектор будет включать точно (n + m) элементов типа a.
Слово «total» вызывает проверку полноты разбора по образцу, которая, во избежания вхождения в бесконечный цикл, сообщит об ошибке, если функция не охватывает все возможные случаи, или не может быть (автоматически) доказана.
Другой пример: попарное сложение двух векторов, параметризованных по их длине:
```
total

pairAdd
 
:
 
Num
 
a
 
=>
 
Vect
 
n
 
a
 
->
 
Vect
 
n
 
a
 
->
 
Vect
 
n
 
a
pairAdd
 
Nil
       
Nil
       
=
 
Nil

pairAdd
 
(
x
 
::
 
xs
)
 
(
y
 
::
 
ys
)
 
=
 
x
 
+
 
y
 
::
 
pairAdd
 
xs
 
ys

```

Num означает, что тип a принадлежит к классу типов Num. Функция успешно проходит проверку типов, случай, когда один векторов будет иметь значение Nil, тогда как второй будет числом — произойти не может. Система типов проверяет на этапе компиляции что длина обоих векторов будет совпадать. Это позволяет упростить текст функции, от которой больше не требуется обрабатывать этот особый случай.

## Автоматическое доказательство
Зависимые типы достаточно мощны, чтобы описать большинство свойств программ, за счёт этого программа на Idris может доказывать инварианты во время компиляции. Это превращает язык в систему интерактивного доказательства.
Idris поддерживает два способа работы с системой автоматического доказательства: путём написания последовательных вызовов тактик (стиль Coq, при этом набор доступных тактик не столь богат, как в Coq, но может быть расширен штатными средствами метапрограммирования) или посредством пошаговой разработки доказательства (стиль Epigram и Agda).